# Markku Koski
Markku Koski (n. 15 octombrie 1981, Sievi, Oulu, Finlanda) este un sportiv ce a reprezentat Finlanda, medaliat olimpic. A participat la 3 ediții ale Jocurilor Olimpice (2002, 2006, 2010) în care a câștigat o medalie de bronz.